# فیلیپ شوالیه
فیلیپ شوالیه (فرانسوی: Philippe Chevallier‎؛ زادهٔ ۲۶ آوریل ۱۹۶۱) دوچرخه‌سوار اهل فرانسه است.